# Camille Donis
Camille Donis (* 12. Januar 1917 in Izier, Belgien; † 28. Juli 1988 in Woluwe-Saint-Lambert, Belgien) war ein belgischer Forstwissenschaftler und Hydrobiologe.

## Leben
Donis war der Sohn von Auguste und Ernestine Donis, geborene Famerée. Nach seiner Sekundarschulausbildung studierte Donis am Agronomischen Institut von Gembloux, wo er 1937 seinen Abschluss als Agraringenieur in der Abteilung Wasser- und Forstwirtschaft machte. Im März 1939 wurde er Mitarbeiter am Nationalen Institut für agronomische Studien im Kongo (Institut National pour l’Etude Agronomique du Congo Belge, INEAC) in Belgisch-Kongo, wo er die Forststation Mayumbe in Luki leitete und im Januar 1940 das Herbarium gründete. Während des Krieges wurde Donis zum Leutnant befördert und war für die Logistik und die Sicherheit während des Transports des Middle East Expeditionary Corps vom Kongo nach Kairo verantwortlich. 
Nach seiner Rückkehr in den Kongo übernahm Donis 1949 die Leitung der forstwirtschaftlichen Abteilung des INEAC. Im selben Jahr wurde er Dozent für tropische Forstwirtschaft in Gembloux. 1952 wurde er zum Direktor und Forschungsleiter der Abteilungen Forstwirtschaft und Hydrobiologie des INEAC ernannt. 1956 wurde er Mitglied des Verwaltungsausschusses des Instituts. 1956 bis 1958 war Donis Administrator und Kurator des Albert-Nationalparks und des Kagera-Nationalparks. Er war auch Vorstandsmitglied des Instituts für Nationalparks des Belgisch-Kongo. Er initiierte Verfahren zur Schaffung neuer Naturschutzgebiete und leitete die Erkundungen für die Schaffung eines riesigen Parks im Osten des Kongo, ein Projekt, das 1970 abgeschlossen wurde. Nach seiner Rückkehr nach Belgien im Jahr 1958 wurde Donis zum ordentlichen Professor für tropische Forstwirtschaft am Agronomischen Institut in Gembloux ernannt. Auf wissenschaftlicher Ebene nahm Camille Donis aktiv an den Weltforstkongressen teil, die nacheinander in Indien (wo er zum Vizepräsidenten der tropischen Sektion gewählt wurde), in Indonesien, 1960 in Seattle (USA), wo er Generalberichterstatter war, und 1966 in Madrid stattfanden. Er war Berater in den Vereinigten Staaten, China, Ceylon, in vielen Ländern südlich der Sahara, in Palästina, Syrien, Libyen und Marokko.
1948 erschien Donis’ Hauptwerk Essai d'économie forestière au Mayumbe, das den Simon-Daniel-Barman-Preis erhielt. Seine Studie über die Mayumbe-Hölzer, die in Zusammenarbeit mit Joseph Fourage und Raymond Mayné durchgeführt wurde, wurde mit dem Wetrems-Preis der Académie royale des Sciences, des Lettres et des Beaux-Arts de Belgique ausgezeichnet. 1957 wurde er zum korrespondierenden Mitglied der Académie Royale des Sciences d’Outre-Mer gewählt, 1960 wurde er assoziiertes Mitglied, 1977 Vollmitglied und 1984 wurde er zum Ehrenmitglied ernannt.